# Хиђу
Хиђу (рум. Higiu) насеље је у Румунији у жупанији Мехединци у општини Думбрава. Место се налази на надморској висини од 197 m.

## Становништво
Према подацима из 2011. године у насељу је живело 233 становника, углавном румунске националности.